# Enllaç C-Au
Els compostos d'organoor (o compostos orgànics de l'or) són compostos químics que contenen un enllaç químic entre carboni (C) i or (Au) (enllaç C-Au). La química de l'organoor és la química dels compostos organometàl·lics que contenen un enllaç químic carboni-or i descriu les propietats físiques, la síntesi, les reaccions i l'ús d'aquests compostos.
S'estudien en recerca acadèmica, però no han rebut un ús generalitzat d'una altra manera. Els estats d'oxidació dominants per als compostos organoor són I amb el nombre de coordinació 2 i una geometria molecular lineal i III amb CN = 4 i una geometria molecular quadrada plana. El primer compost d'organoor descobert va ser el carbur d'or (I) Au₂C₂, que es va preparar per primera vegada l'any 1900.

## Or(I)
Els complexos d'or (I) són espècies de 14 electrons, lineals, diamagnètics i de 2 coordenades. Normalment existeixen com a adductes LAuR amb com a lligand L, per exemple, una trifenilfosfina o un isocianur. El lligand impedeix la reducció de Au(I) a Au(0) metàl·lic amb la dimerització del residu orgànic. L'or (I) també pot existir com l'aurat M[AuR₂] (el complex at), per la qual cosa el catió sol estar equipat amb un agent complexant per millorar l'estabilitat. L'anió AuR₂− també és lineal igual que altres espècies M(d10) com Hg(Me)₂ i Pd(Me)₂2+. Se sap que l'or forma acetilurs (capaços de formar estructures polimèriques), carbens i carbins. El mètode clàssic per a la preparació de compostos LAuR és per reacció d'un reactiu de Grignard amb un halogenur d'or(I). Una reacció posterior amb un organoliti R-Li forma el complex at.
En un grup especial de compostos, un àtom de carboni aril actua com a pont entre dos àtoms d'or. Un d'aquests compostos, (MesAu)5, es forma en una reacció entre Au(CO)Cl i el mesitil Grignard. El carboni es pot coordinar amb l'or fins a un valor de 6. Els compostos del tipus C(AuL)4 són isolobal amb metà i els de tipus C(AuL)5+ isolòbals amb l'ió metà. Aquests cúmuls d'or hipercoordinats sovint s'estabilitzen per interaccions auròfiles entre els centres d'or formalment tancats.

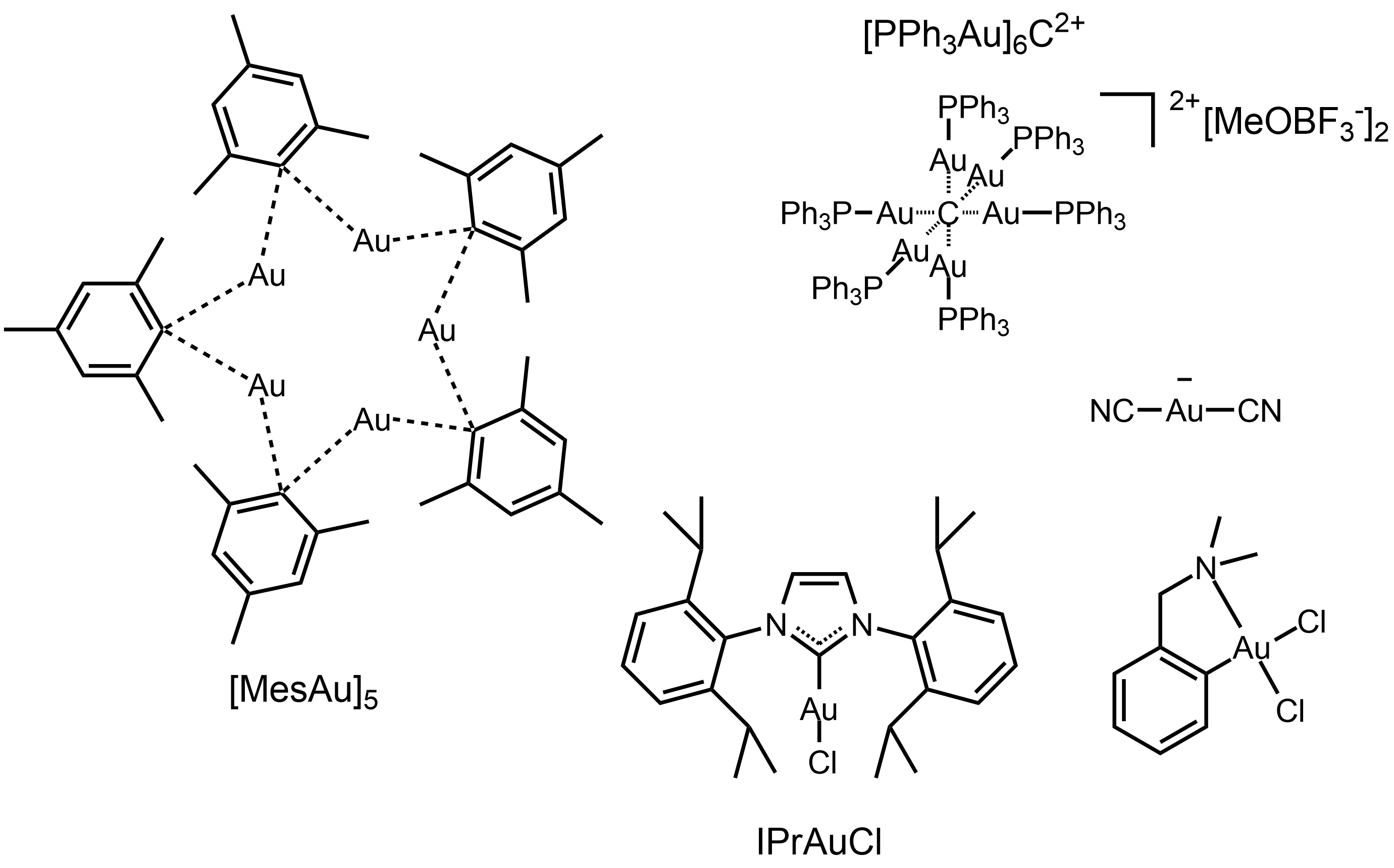
Algunes espècies típiques d'organoor amb diferents modes d'enllaç

Els compostos de cianur d'or (MAu(CN)₂) tenen certa importància per a la cianuració de l'or, un procés per a l'extracció d'or del mineral de baixa qualitat. L'enllaç carboni-metall en els cianurs metàl·lics sol ser iònic, però hi ha proves que l'enllaç C-Au en l'ió cianur d'or és covalent.

## Or(III)
Els complexos d'or(III) són 4 coordenades, quadrades, diamagnètiques, tòxiques, 16 espècies d'electrons. Quan el nombre de coordinació formal és inferior a 4, lligands com el clor ho poden compensar formant un lligand de pont. La quelació intramolecular és una altra estratègia. En general, els compostos d'or(III) són tòxics i, per tant, menys estudiats que l'or(I). Els complexos monoarilor(III) són una classe de complexos ben estudiada. Sovint es preparen mitjançant l'auració electròfila directa d'arens per AuCl₃.
Els complexos de tetraalquilaurat (III) homolèptics (per exemple, Li[AuMe4]) també estan ben caracteritzats.

## Catàlisi de l'or

### Consideracions generals
Les reaccions catalitzades per or es divideixen en dues categories principals: catàlisi heterogènia que inclou catalitzadors per nanopartícules d'or (per exemple, Au/TiO₂) i superfícies d'or de monocapa de tiol, i catalitzadors sobre suport d'alúmina, inclosa Au/CeO₂ suportada per alúmina. Aquests catalitzadors s'han investigat per a processos industrialment importants com l'oxidació d'alcohols, l'oxidació de monòxid de carboni (CO) i diverses reaccions d'hidrogenació selectiva (per exemple, butadiè a butè). Tot i que sovint és eficient i presenta selectivitats útils o úniques, hi ha una incertesa considerable pel que fa al mecanisme dels processos catalitzats per diversos catalitzadors d'or heterogenis, fins i tot en comparació amb altres catalitzadors heterogenis de metalls de transició.
En canvi, la catàlisi homogènia amb or utilitza compostos d'or(I) o or(III) simples o units a lligands que són solubles en dissolvents orgànics i s'utilitza per a la síntesi de productes químics fins en química orgànica. Els halogenurs d'or binaris i els complexos simples, inclosos el clorur d'or(I), el clorur d'or(III) i l'àcid cloroàuric, s'han utilitzat com a complexos. Però aquestes fonts d'or donen lloc ràpidament a catalitzadors actius en solució mal definits i fàcilment desactivables (mitjançant la reducció a Au(0)). El desenvolupament de complexos d'or(I) lligats amb fosfina o NHC ben definits va ser un avenç important i va provocar un augment significatiu de l'interès en les aplicacions sintètiques de la catàlisi de l'or. Els complexos d'or(I) lligats normalment es preparen i emmagatzemen com a clorurs estables al banc (però poc reactius), LAuCl, per exemple, cloro(trifenilfosfina)or(I), que normalment s'activen mitjançant l'abstracció d'halogenurs amb sals de plata com AgOTf, AgBF4, o AgSbF6 per generar una espècie d'or(I) catiònic. Tot i que el complex coordinativament insaturat «LAu+» es genera a partir d'una barreja LAuCl/AgX; la naturalesa exacta de l'espècie d'or catiònic i el paper de la sal de plata segueix sent una mica controvertida. El para-nitrobenzoat, la bistriflimida i certs complexos de nitril representen precatalitzadors sense plata catalíticament actius però aïllables.
L'or(I) catiònic forma complexos π amb enllaços alquens o alquins, seguint el model Dewar-Chatt-Duncanson. Certament, l'or no és l'únic metall que mostra aquest tipus d'enllaç i reactivitat, també ho fan diversos ions metàl·lics isolobals amb el protó simple (és a dir, un orbital s buit): per exemple, el mercuri(II) i el platí(II). Els ions electròfils i els complexos com aquests amb una forta propensió a formar complexos π es coneixen generalment com àcids pi(π) (vegeu també: Interacció catió-π).

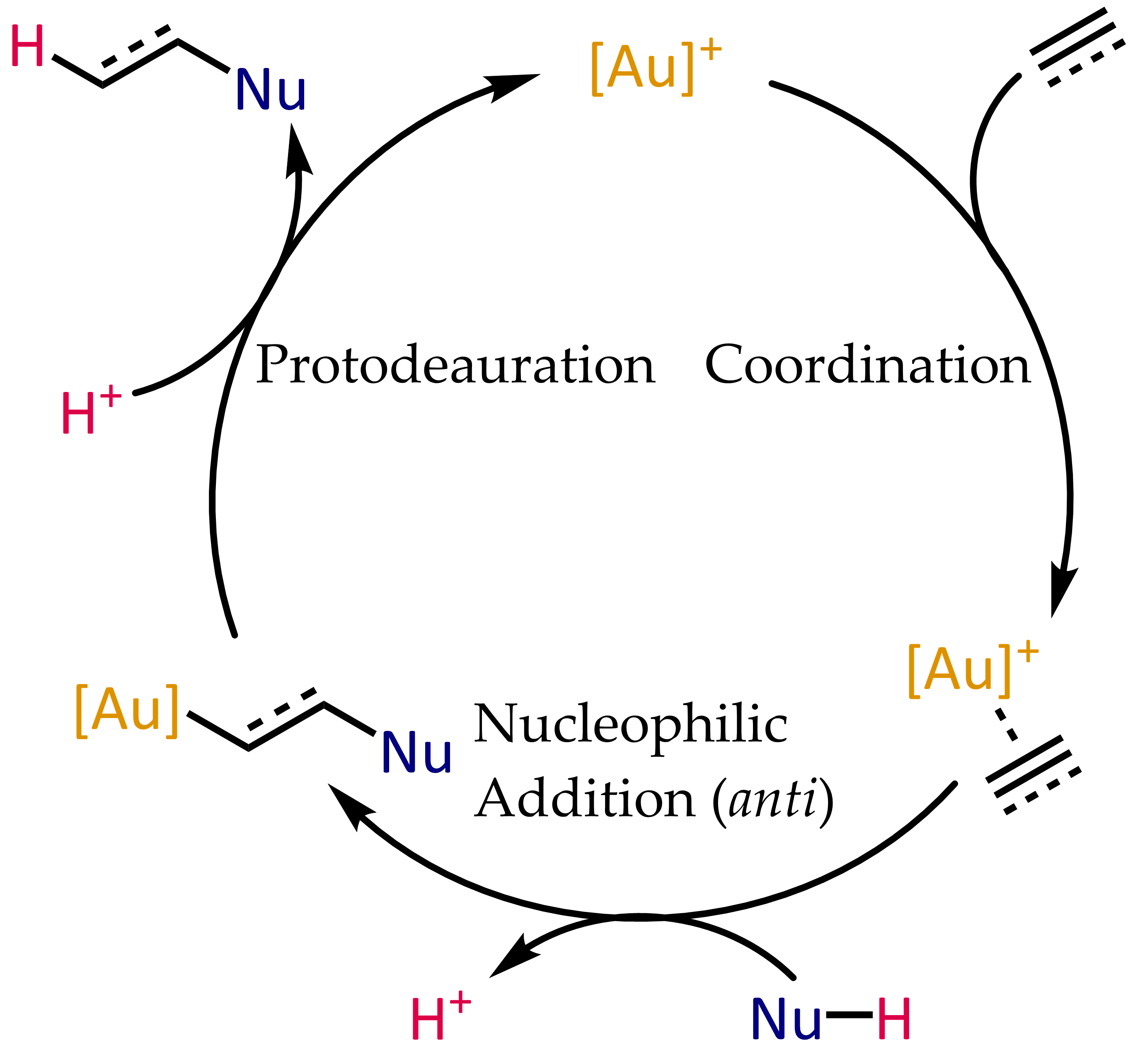
Mecanisme típic per a la hidrofuncionalització catalitzada per or(I) d'alquins i al·lèns

Els complexos d'or(I)-alqué i -alquí són electròfils i susceptibles a l'atac nucleòfil. En l'oximercuració, l'espècie organomercurial resultant es genera estequiomètricament i requereix un pas addicional per alliberar el producte. En el cas de l'or, la protonòlisi de l'enllaç Au-C tanca el cicle catalític, permetent la coordinació d'un altre substrat.
Alguns avantatges pràctics de la catàlisi d'or(I) inclouen: 
1) estabilitat de l'aire (a causa de l'alt potencial d'oxidació de l'Au(I)), 
2) tolerància a la humitat adventícia (a causa de la seva baixa oxofilia) i 
3) toxicitat relativament baixa en comparació amb altres pi-àcids (per exemple, Pt(II) i Hg(II)).
Químicament, els complexos Au(I) normalment no experimenten oxidació a estats d'oxidació més alts, i els Au(I)-alquils i -vinils no són susceptibles a l'eliminació d'hidrur β.

### Història del seu desenvolupament
El 1976, Thomas i els seus companys van informar de la conversió de fenilacetilè a acetofenona utilitzant àcid tetracloroàuric amb un rendiment del 37%. En aquesta reacció es va utilitzar l'or(III) com a catalitzador homogeni substituint el mercuri en l'oximercuració. Aquest mateix estudi enumera un rendiment publicat >150%, indicant una catàlisi que potser no va ser reconeguda pels químics.
El 1991, Utimoto va fer reaccionar l'or(III) (NaAuCl4) amb alquins i aigua. Teles va identificar un inconvenient important d'aquest mètode, ja que Au(III) es va reduir ràpidament a or metàl·lic mort catalíticament i el 1998 va tornar al tema de l'Au(I) suportat per lligands per a la mateixa transformació:

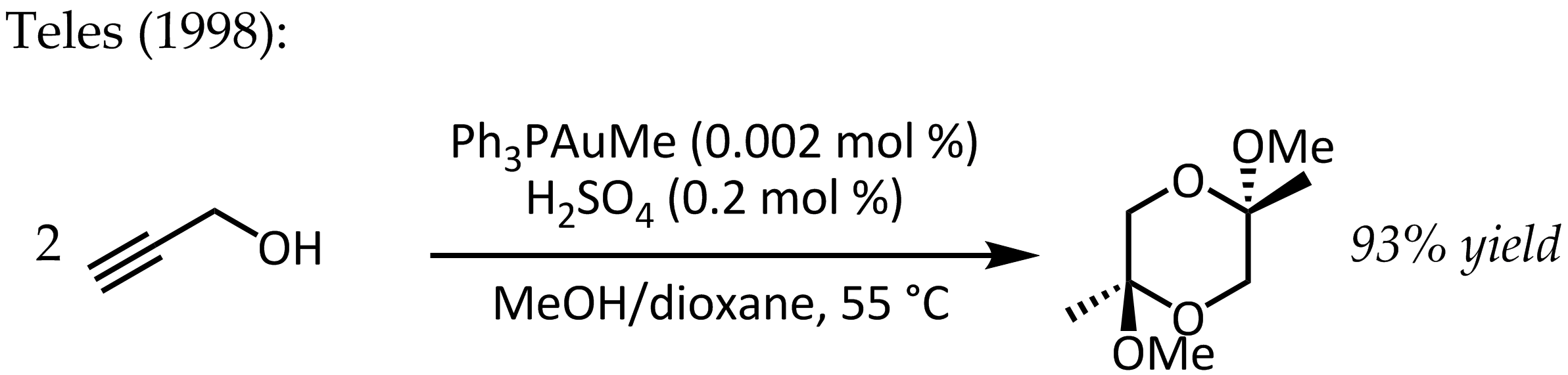

Aquesta reacció en particular va demostrar una eficiència catalítica fantàstica i desencadenaria una sèrie d'investigacions sobre l'ús de complexos de fosfingol(I) per a l'activació de múltiples enllaços C-C en els propers anys. Malgrat la menor estabilitat dels complexos d'or(III) en condicions catalítiques, també es va trobar que AuCl₃ simple era un catalitzador eficient en alguns casos. Per exemple, Hashmi va informar d'una reacció de Diels-Alder catalitzada per AuCl₃ alquí/furan, un tipus de cicloaddició que no es produeix habitualment, per a la síntesi de fenols 2,3-dissubstituïts:

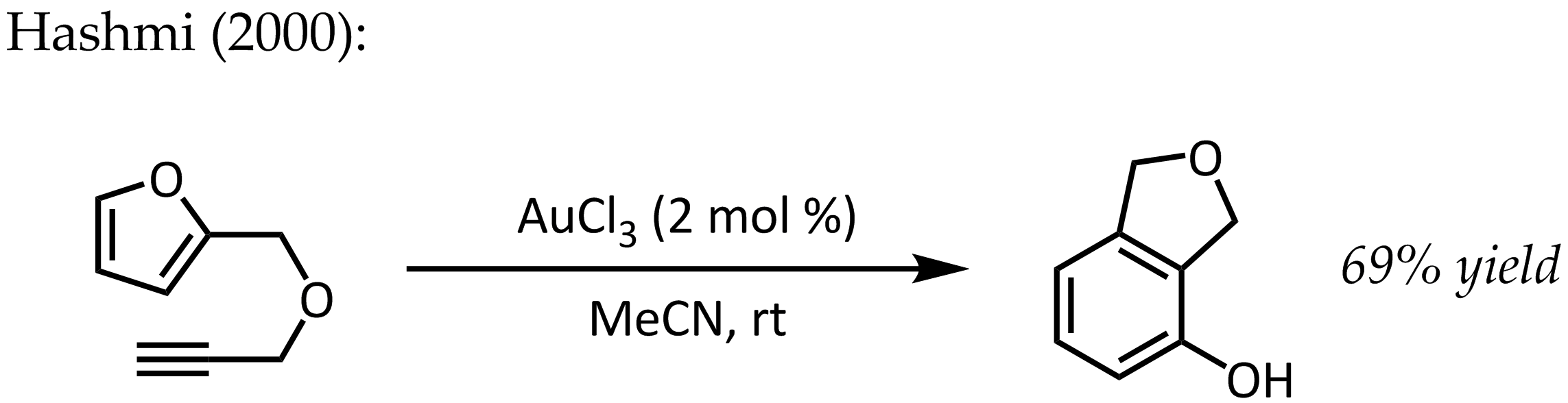

Estudis mecànics posteriors conclouen que no es tracta d'una transformació concertada, sinó d'una hidroarilació inicial d'alquins seguida d'una sèrie de reordenaments intramoleculars no evidents, que conclouen amb una electrociclització i rearomatització de 6π.
Els efectes relativistes són significatius en la química d'organoor a causa de la gran càrrega nuclear del metall (Z = 79). Com a conseqüència dels orbitals 5d expandits relativistament, el fragment LAu pot estabilitzar un carbocatió veí mitjançant la donació d'electrons a l'orbital buit de tipus p. Així, a més de la seva esperada reactivitat semblant a un carbocatió, aquests cations també presenten un caràcter carbè important, una propietat que s'ha aprofitat en transformacions catalítiques com la ciclopropanació i la inserció de C-H. Els èsters de propargil poden servir com a precursors d'intermedis catiònics d'or-vinilcarbè, que poden reaccionar amb alquens de manera concertada per oferir el producte de ciclopropanació. L'ús d'un lligand quiral ((R)-DTBM-SEGPHOS) va donar lloc a excel·lents nivells d'enantioselectivitat.

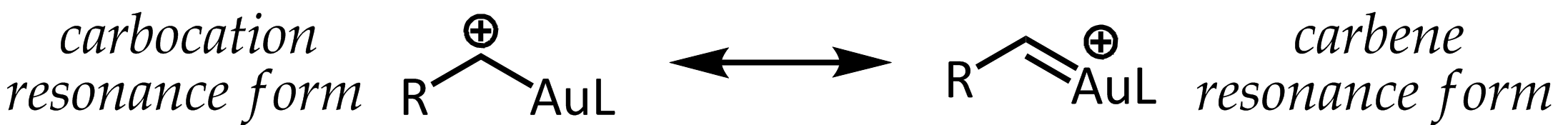
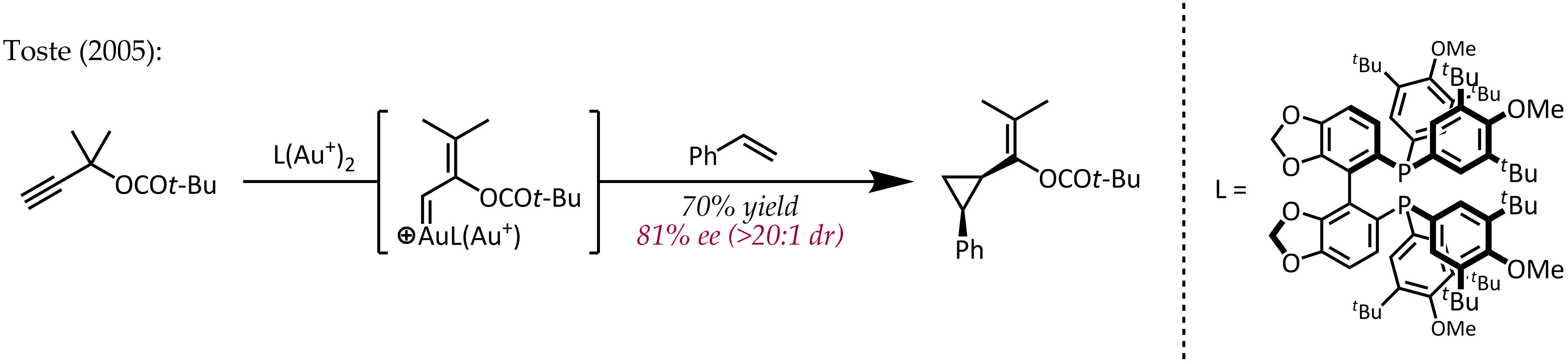

Tot i que Echavarren va informar per primera vegada de la preparació de complexos quirals de bisfosfinadior(I) per a la catàlisi enantioselectiva d'or mitjançant el típic mecanisme de pi-activació, Hayashi i Ito van descriure un exemple primerenc i atípic de catàlisi enantioselectiva per or el 1986. En aquest procés, el benzaldehid i l'isocianoacetat de metil pateixen ciclització en presència d'un lligand quiral de ferrocenilfosfina i d'un complex bis(isocianur)or(I) per formar una oxazolina quiral. Com que les oxazolines es poden hidrolitzar per proporcionar un 1,2-aminoalcohol, aquesta reacció constitueix el primer exemple de reacció aldòlica asimètrica i catalítica.

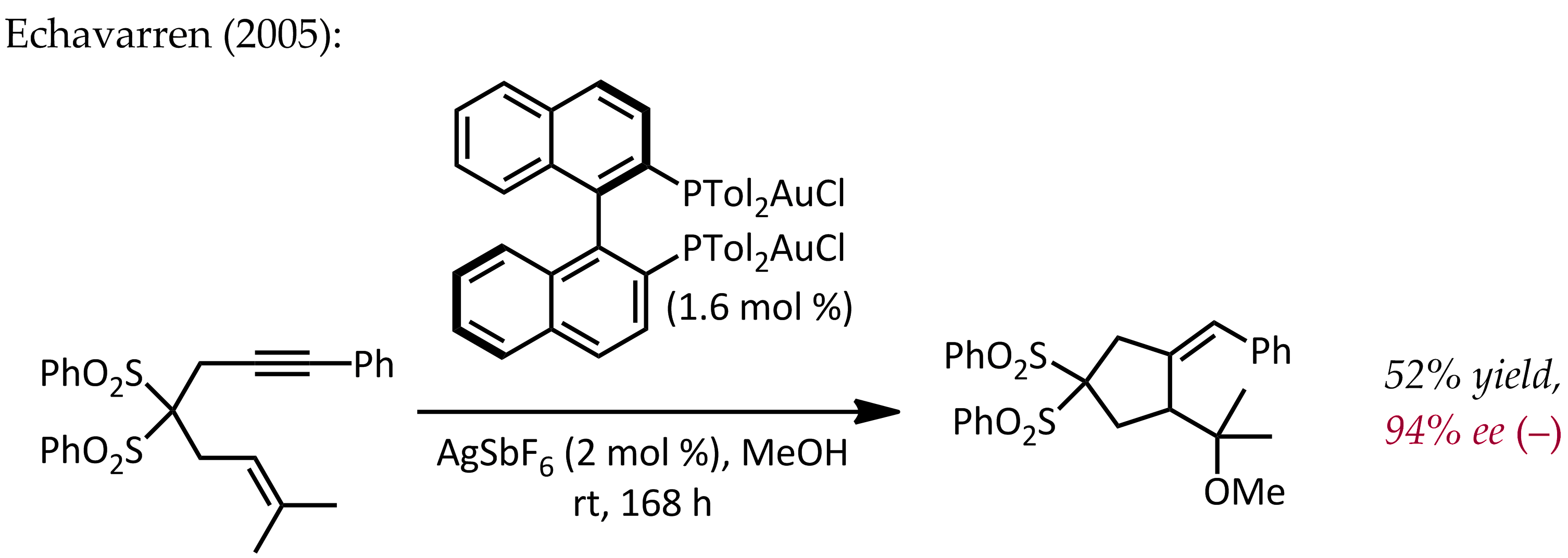
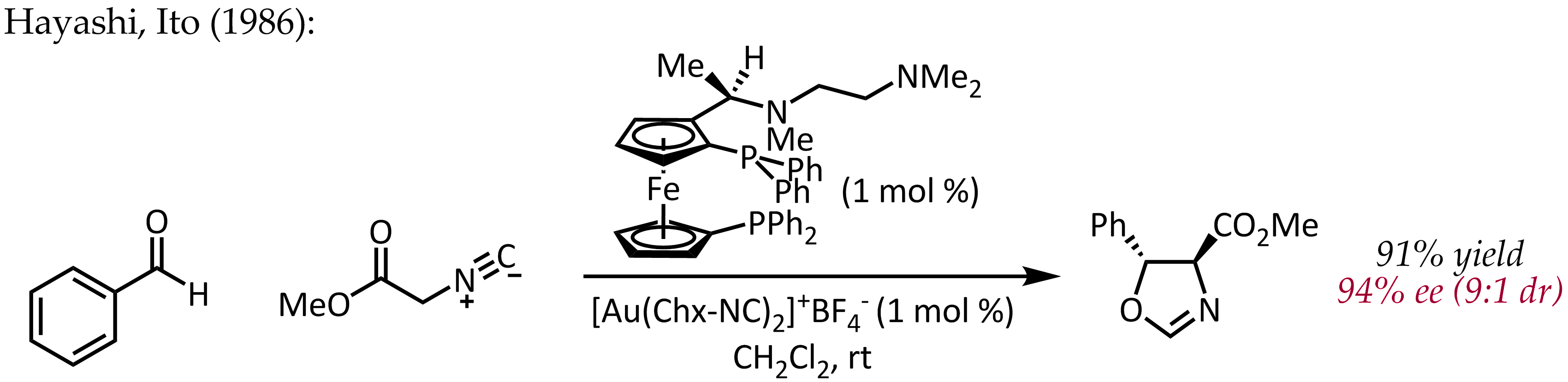

En contrast amb les altres reaccions descrites anteriorment, aquesta reacció no implica l'activació d'un doble o triple enllaç C-C per l'or. En una imatge mecànica simple, l'or(I) es coordina simultàniament amb dos lligands de fosfina i el grup isocianat de carboni que després és atacat pel grup carbonil. Estudis addicionals sobre el mode d'enllaç d'Au(I) indiquen que aquesta senzilla imatge pot haver de ser revisada.
La catàlisi heterogènia d'or és una ciència més antiga. L'or és un metall atractiu per la seva estabilitat contra l'oxidació i la seva varietat en la morfologia, per exemple els materials de clúster d'or. S'ha demostrat que l'or és efectiu en l'oxidació de CO a baixa temperatura i en la hidrocloració de l'acetilè a clorurs de vinil. Es debat la naturalesa exacta del lloc catalític en aquest tipus de procés. La idea que l'or pugui catalitzar una reacció no implica que sigui l'única manera. No obstant això, altres metalls poden fer la mateixa feina de manera econòmica, sobretot en els darrers anys el ferro (vegeu la química organoferro).

## Reaccions catalitzades per or
Tot i que no té importància comercial, l'or catalitza moltes transformacions orgàniques, normalment la formació d'enllaços carboni-carboni a partir de Au(I) i la formació d'enllaços C-X (X = O, N) a partir de l'estat Au(III), a causa de l'acidesa de Lewis més dura d'aquest ió. Durant l'última dècada, diversos estudis han demostrat que l'or pot catalitzar de manera eficient les reaccions d'acoblament creuat de C-C i C-heteroàtoms que procedeixen a través d'un cicle Au(I) / Au(III). Hong C. Shen va resumir les reaccions homogènies que formen compostos cíclics en 4 categories principals:
- Addició nucleòfila d'heteroàtoms als enllaços C-C insaturats, especialment per formar petits heterocicles (furans, pirrols, tiofenols)
- Hidroarilació: bàsicament una reacció de Friedel-Crafts utilitzant complexos metall-alquí. Per exemple, la reacció del mesitilè amb el fenilacetilè:[31]

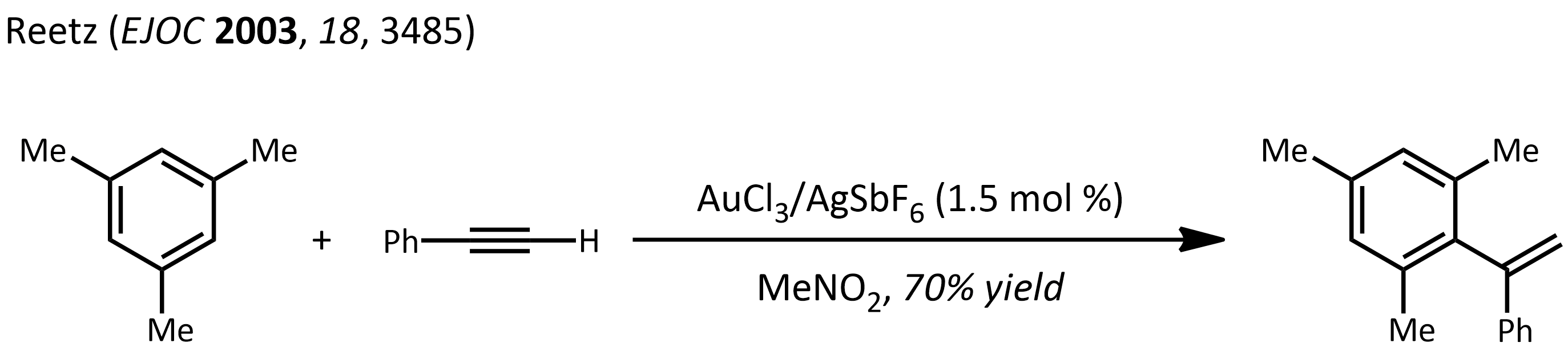

- Ciclització enina, en particular cicloisomerització, un dels primers exemples és una cicloisomerització enina 5-exo-dig 1,6:[32]

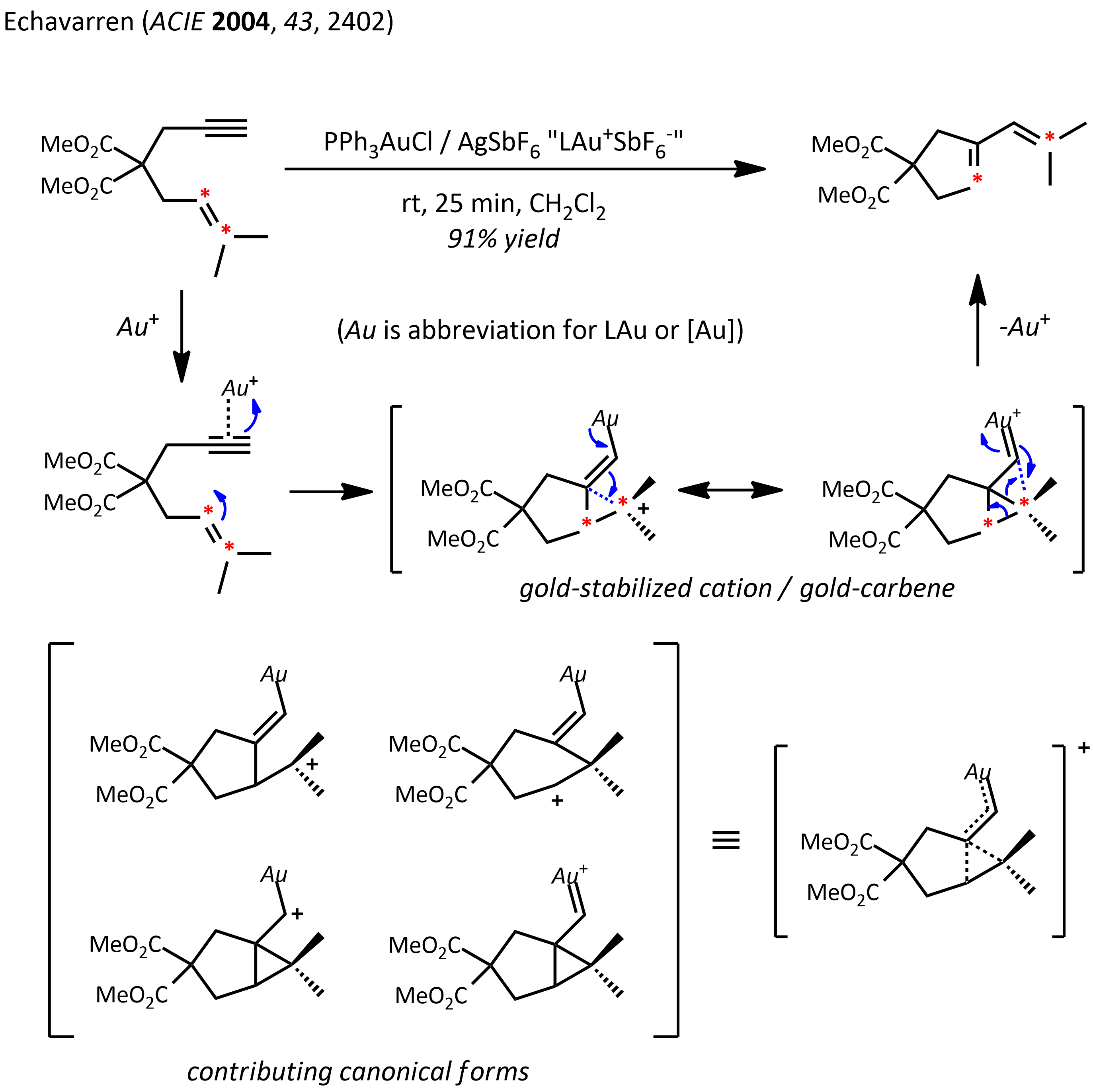

- reaccions de cicloaddició amb els primers exemples de la cicloaddició d'un òxid de nitril amb un alquí.[33]

Altres reaccions són l'ús d'or en l'activació de l'enllaç C-H i les reaccions aldòliques. L'or també catalitza les reaccions d'acoblament.

### Limitacions
Tot i que la hidrofuncionalització catalitzada per or d'alquins, al·lens i alcohols al·lílics es produeix fàcilment en condicions relativament suaus, els alquens no activats segueixen sent substrats pobres en la majoria dels casos, en gran part a causa de la resistència dels complexos intermedis alquilor(I) a la protodesauració. El desenvolupament de transformacions intermoleculars catalitzades per or també s'ha quedat endarrerit amb el desenvolupament de les intramoleculars.